# Кусжанова, Ажар Жалелевна
Кусжанова Ажар Жалелевна (род. 16 октября 1954, Семей) — российский философ

. Доктор философских наук, профессор РАНХиГС; Зам. главный редактор теоретического журнала «Credo». Член Российского философского общества с 1997 года. 

## Биография
- В 1981 — философский факультет МГУ, в 1985 — аспирантуру того же факультета.
- С 1997 года — зам.главного редактора теоретического журнала «Credo»[2].
- С 1986 года – ассистент, ст.преподаватель, доцент Оренбургского политехнического института
- 1997–2000 – профессор, зав. кафедрой философии социально-гуманитарных специальностей Оренбургского университета
- 2001–2010 – зав.кафедрой теории и истории государства и права Санкт-Петербургского имени В.Б. Бобкова филиала Российской таможенной академии.
- 2010–2017 – профессор Санкт-Петербургского Института управления РАНХиГС.
- Председатель Оренбургского отделения РФО (1998–2000), отделения РФО СПБ ФРТА (2001–2010), отделения РФО Credo new (с 2010)

## Научная деятельность
- кандидатская диссертация (1986) — «Генезис научной революции (на примере Коперниканской революции)» (науч. рук. - проф. В. И. Купцов)
- докторская диссертация (1996) — «Взаимодействие личности, общества и государства в сфере образования».

### Избранные труды
Монографии
- К теории образования: философские и социологические проблемы. Оренбург, 1993. 140 стр.
- Социально-философские проблемы образования. СПб.: Изд-во СПбФРТА, 2003. 471 стр.
- Возможности самореализации молодежи в условиях социальных трансформаций (по материалам социологического исследования в Оренбургской области)" / Иваненков С.П., Кусжанова А. Ж. Оренбург, 2012. 121 с.
- Молодежь Оренбуржья: динамика позиций / Иваненков С.П., Кусжанова А.Ж. Оренбург, ОМИЦ, 2014. 144 стр.
- Молодежь и государство: инновационные подходы (на материалах Оренбургской области) / Иваненков С.П., Кусжанова А.Ж. Оренбург, 2009. (2-е  изд.) 440 с.
- Оренбургский прецедент: государство и молодежь / Иваненков С.П., Кусжанова А.Ж. СПб: Архей, 2015 — 398 стр.
- Так закалялась сталь. История одной первички в эпоху Перестройки. / Иваненков С.П., Кусжанова А.Ж. - СПб: "НПО ПБ АС", 2018 - 316 стр.
- Рождённая будущим / Иваненков С.П., Кусжанова А.Ж. — СПб: Издательство "Радуга", 2020  — 586 стр.

## Сноски
1. ↑  персоналия на сайте РАНХиГС. Дата обращения: 13 октября 2019. Архивировано 13 октября 2019 года.
2. 1 2  страница редакции на сайте CREDO NEW. Дата обращения: 9 июля 2022. Архивировано 5 января 2022 года.
3. ↑  Полный список членов РФО Архивная копия от 13 октября 2019 на Wayback Machine (по состоянию на 31 декабря 2018 г.)